# Бронці (присілок)
Бронці (рос. Бронцы) — присілок в Ферзиковському районі Калузької області Російської Федерації.
Населення становить 680 осіб. Входить до складу муніципального утворення Присілок Бронці.

## Історія
Від 2004 року входить до складу муніципального утворення Присілок Бронці

## Населення
| 2002 | 2010 | 2011 |
| ---- | ---- | ---- |
| 575  | ↗646 | ↗680 |